# Salto del Itiquira

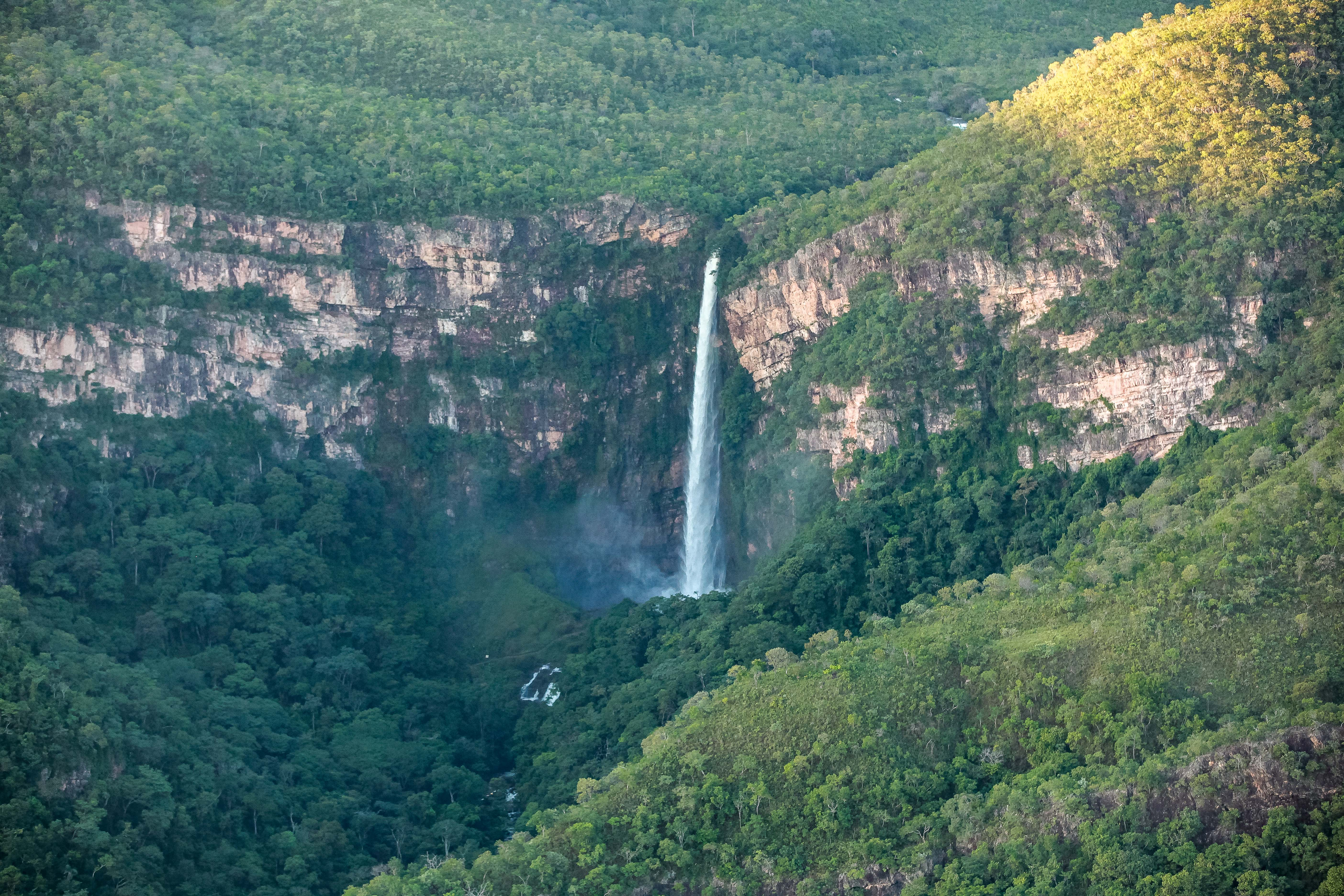
Salto del Itiquira

El salto del Itiquira es un salto de agua de Brasil, localizado a 34 kilómetros al norte de Formosa, en el estado de Goiás, y a 115 km de Brasilia, por una carretera asfaltada y señalzada. La caída tiene una altura de 168 m siendo, posiblemente, la cascada más alta accesible de Brasil y la segunda más alta en general. El salto se forma por la caída del río Itiquira desde la alta meseta central del norte de Formosa en las profundidades del valle del río Paranã. Las aguas no están contaminadas y hay una planta de embotellado en el río, aguas arriba del salto (con acceso por un camino diferente por el norte, desde Formosa hacia Planaltina de Goiás).
La zona es un parque municipal y está protegida del desarrollo. Existen instalaciones turísticas fuera del parque, cerca de la entrada.